# Proteïna fosfatasa 1D
La proteïna fosfatasa 1D (sovint presentada també com PPM1D, JDVS, WIP1, IDDGIP o PP2C-DELTA) és un enzim codificat en humans pel gen PPM1D.
La proteïna codificada per aquest gen forma part de la família de les PPC2, fosfatases de Ser/Tyr. Les proteïnes de la família de les PP2C es coneixen per ser reguladors negatius en vies de senyalització que responen a l'estrès cel·lular.
La inducció de l'expressió del gen PPM1D és dependent de la activació de la proteïna p53.

## Gen
La PPM1D està codificada en humans pel gen PPM1D. La seqüència de PPM1D de ratolí coincideix en un 83% amb la humana quant a les seves cadenes d'aminoàcids i, per tant, en recerca s’utilitza la proteïna de ratolí per facilitar els processos experimentals. El gen PPM1D de ratolí consta de 6 exons i abasta unes 36 kb (kilobases) de DNA. Les seqüències genètiques de PPM1D tenen regions funcionals en comú amb altres proteïnes de la família de fosfatases PP2C. El gen que codifica la PPM1D en ratolins es troba en el cromosoma 11; en canvi, en humans es troba en el cromosoma 17 [61,129,038 -> 61,193,315] (72.52 centisomes).

## Estructura

### Estructura primària
La PPM1D de ratolí té una seqüència té 598 aminoàcids, mentre que la humana en té 605, ambdues amb un mateix pes molecular aproximat de 66 kDa (kilodalton).
Les següents regions de la cadena d'aminoàcids de la PPM1D han sigut identificades per alineació de seqüències com a altament conservades entre els membres de la família de les PPM1.
1. Leu7 a Val28
2. Arg95 a Gly109
3. Gly172 a Ile199
4. Val208 a Met236
5. Leu269 a Ser285
6. Pro294 a Cys329
7. Lys348 a Ile375

Alguns d'aquests aminoàcids pertanyen al que, amb els estudis actuals, se suposa que és el centre actiu de la PPM1D. Les regions 21MED23 i 105DGH107, per exemple, han sigut reconegudes com a regions que formen un quelat amb ions metàl·lics. A més, els residus Arg18/Lys19 són identificats com els que s'enllacen al grup fosfat de la desfosforilació també pertanyen a aquestes regions altament conservades.
Això fa pensar en una gran semblança amb les altres PPM1 en no només l'estructura del centre actiu, sinó també la forma de catalitzar la desfosforilació.

### Estructura secundària
Sense deixar de tenir en compte que l'estructura de la PPM1D no ha sigut totalment descrita amb precisió, els models predictius indiquen una estructura d'hèlix alfa al llarg de la proteïna.

### Estructura terciària
Dintre de les regions conservades entre les PPM1 mencionades hi ha una sèrie de llaços β que també es conserven. A la PPM1D són:
1. β3: Val24 a Val28
2. β4: Arg95 a His107
3. β5: Gly172 a Ile180
4. β6: Lys184 a Val190
5. β7: Gly194 a Ile199
6. β8: Arg209 a Val214
7. β9: Asp295 a Thr300
8. β10: His306 a Ser313
9. β11: Thr368 a Cys 374

Però, no tot és idèntic entre les fosfatases d'aquesta família. S'han identificat un gir ric en prolina entre la Glu30 i la Phe100 i un llaç β entre la Val245 i la Phe268 característics de la PPM1D.

### Estructura quaternària
No consta cap registre a les bases de dades públiques de l'estructura de la PPM1D. Tot i així, a causa de la seva alta homologia amb altres fosfatases de la mateixa família, es poden utilitzar les estructures d'aquestes per hipotetitzar sobre la de la PPM1D. La PPM1A, que sí que ha sigut caracteritzada, presenta una única cadena polipeptídica. Així doncs, es pot afirmar amb certesa que la PPM1D no té estructura quaternària.

## Mecanismes de modificació post-traduccional: Desfosforilació
Les proteïnes dels grups de les fosfatases i quinases controlen múltiples esdeveniments cel·lulars, com la proliferació, diferenciació i resposta a l'estrès, mitjançant la regulació de la fosforilació reversible de proteïnes, la modificació postraduccional més important.
Els membres de la família de les proteïnes fosfatases dependents de metalls (PPM), també conegudes com fosfatases PP2C, són les fosfatases Ser/Thr que uneixen ions manganès/magnesi (Mn2+/Mg2+) al seu centre actiu i funcionen com enzims d'una sola subunitat.

## Procés biològic d'ontologia genètica

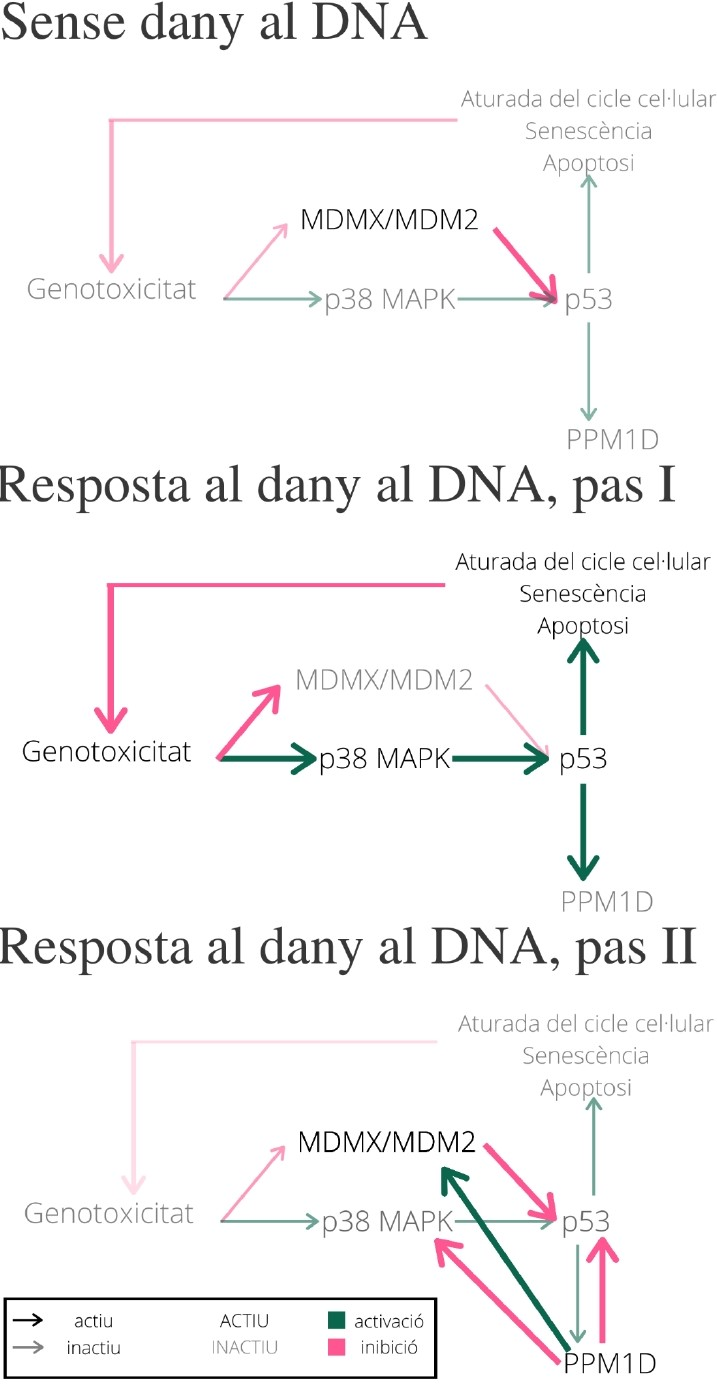
Mecanismes de regulació de la p53 per la PPM1D

Gràcies als seus mecanismes de desfosforilació, les fosfatases PPM de mamífers participen en la regulació de diverses funcions cel·lulars, com ara el control del cicle cel·lular, la diferenciació cel·lular, les respostes immunitàries i el metabolisme cel·lular. La mutació, sobreexpressió o deleció del gen de fosfatasa PPM dona com a resultat respostes cel·lulars anormals que condueixen a diverses malalties humanes.
La PPM1D és un regulador negatiu del supressor de tumors p53 que es troba sobreexpressat en diversos processos tumorals humans. Investigacions recents associen la desactivació genètica de PPM1D amb un creixement reduït de cèl·lules canceroses, augment de fenotips antitumorals, expressió de lligands coestimuladors dependents de p53 i proliferació de cèl·lules T citotòxiques.
A continuació es tracten diferents processos que impliquen la participació de la PPM1D.

### Desfosforilació peptidil-treonina (IDA)
En casos de dany de l'ADN, l'ATM (atàxia telangiectàsia mutada) fosforila la quinasa supressora de tumors Chk2 en la treonina 68 (Thr68), cosa que permet la dimerització de la quinasa Chk2 i posterior activació per autofosforilacions en el llaç T.
La proteïna oncogènica PPM1D, es pot unir a Chk2 i desfosforila la fosfo-Thr68. En conseqüència, la PPM1D s'oposa a l'activació de Chk2 suprimint-ne la contribució al punt de control de dany d'ADN, dificultant la reparació. Aquesta unió amb Chk2 es pot donar per exemple a causa de la irradiació ionitzant sobre cèl·lules i demostra que PPM1D és una de les fosfatases que regulen l'activitat de Chk2 en resposta al dany de l'ADN.

### Desfosforilació proteica (de p53) (TAS)
La p53 és una proteïna supressora de tumors que, quan hi ha una amenaça de dany al DNA, pot induir mecanismes com l'apoptosis, la senescència o una parada al cicle cel·lular per evitar l'expansió de la possible mutació.
Degut a la seva activitat disruptiva, ha de ser altament regulada. La PPM1D és un d'aquests mecanismes.
La transcripció del gen de la PPM1D augmenta amb l'activitat de la p53. Quan això passa, la fosfatasa disminueix l'activitat de la supressora de tumors de tres maneres diferents. Així, la regulació de la PPM1D suposa un circuit de retroalimentació negativa.
Per començar, desfosforila les ubiquitinases MDMX i MDM2, cosa que permet que marquin la p53 per a degradació.
Una altra manera és desfosforilar la p38MAPK, una quinasa que fosforila la p53 en Ser33 i Ser46.
Finalment, la PPM1D també és capaç de desfosforilar la p53 directament en Ser33 i Ser46.
La sobreexpressió de PPM1D redueix la fosforilació de p53 en aquests llocs (Ser33 i Ser46), anul·lant l'apoptosi i reprenent el cicle cel·lular, de manera que s'accelera la formació de tumors.

## Inhibidors de la PPM1D
La conclusió que es pot extreure de les funcions de la PPM1D és que la seva inhibició regulada millora les respostes antitumorals. Alguns dels inhibidors viables actuals, amb les seves respectives IC50 per l'activitat desfosforiladora en cèl·lules MCF7 són:
- M321237: 0,5 μM
- CCT-007093: 8.4μM
- PI-001: 86.9 nM
- SL-176: 10 nM
- GSK2830371: 6.0 nM

Així el GSK2830371 és l'inhibidor més eficient segons aquestes dades.

## Patologies associades a PPM1D

### Càncer
Les funcions de la PPM1D de regulació negativa de gens de supressió tumoral, com per exemple, la inhibició de la p53, així com la de modular l'estat epigenetic del genoma, suggereixen que aquesta presenta potencial oncogènic i que possiblement tingui una relació directa amb el desenvolupament de noves mutacions durant la tumorigènesi.
L'amplificació i/o sobreexpressió del gen PPM1D ha sigut observada en nombrosos tumors, incloent càncer de mama, adenocarcinoma de cèl·lules clares d'ovari, neuroblastoma, medul·loblastoma, càncer de pàncrees, carcinoma gàstric, càncer papil·lar de tiroides, carcinoma hepatocel·lular, càncer colorectal, càncer de pròstata i carcinomes de cèl·lules transicionals de bufeta.
A més de l'amplificació i la sobreexpressió gènica, últimament s'han identificat mutacions potencialment cancerígenes al gen PPM1D. En els càncers humans, les mutacions al gen PPM1D van ser trobades amb més freqüència al carcinoma endometrioide de corpus uterí (4,4%), seguit de l'adenocarcinoma de pulmó (2,2%), el carcinoma renal (1,8%), l'adenocarcinoma de colon, recte (1,8%), l'adenocarcinoma d'estómac (1,7%) i carcinoma de tiroides (1,5%). Les mutacions PPM1D també es van trobar amb una freqüència menor a l'un per cent en alguns altres tipus de càncer.
En general, la incidència de mutacions PPM1D en càncer de mama és extremadament baixa (al voltant del 0,5%). Malgrat aquesta petita incidència de mutacions en el gen PPM1D en tumors de mama, s’hi van trobar 18 variants truncades a l'ADN de limfòcits de 6912 pacients amb càncer de mama. 
Totes les mutacions identificades van conduir a proteïnes que es van truncar al domini C-terminal de la proteïna codificada del gen PPM1D; aquestes proteïnes truncades, manquen d'un domini catalític de la fosfatasa. Dues de les mutacions identificades, Q462X i L395X, mostren una supressió millorada de p53 en resposta a la radiació ionitzant, la qual cosa suposa una proliferació de les cèl·lules tumorals.

### Síndrome de Jansen-de Vries

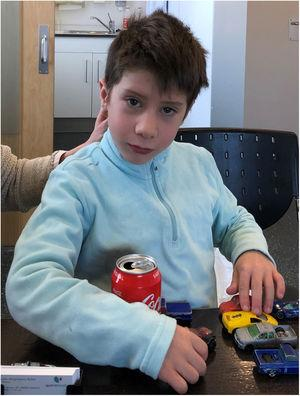
Pacient amb síndrome de Jansen-de Vries. Front ampli, pabellons auriculars d'implantació baixa, amplis i rotats posteriorment, lleu hipotelorisme, epicant bilateral de predomini esquerre, nas bulbós amb narius petites, filtre llis, llavi superior gruixut, inferior llis i boca gran.

La síndrome de Jansen-de Vries (JDVS: MIM#617450), coneguda també com a ‘«trastorn del desenvolupament intel·lectual amb dificultats gastrointestinals i llindar de dolor alt (IDDGIP)»’ és una malaltia autosòmica dominant extremadament poc comuna, essent el primer cas diagnosticat a Espanya. Jansen i els seus col·laboradors van ser els primers en identificar mutacions de novo de tipus truncant (tall) o frameshift (mutació de desplaçament del marc de lectura) en els exons 5 i 6 del gen PPM1D. Aquestes mutacions són causants d'un síndrome que es caracteritza per presentar un fenotip atípic, discapacitat intel·lectual, afectació al llenguatge i de conducta, dificultats gastrointestinals amb períodes de vòmits, elevada sensibilitat per als sorolls i baixa per al dolor.
Els trets físics més freqüents causats per la JDVS son la hipotonia, edat òssia endarrerida, dificultats d'alimentació i problemes gastrointestinals i dismòrfies com anormalitats facials, microcefàlies, hiperlordosi, mans petites amb braquidactília i ungles amb lleu hipoplàsia.
Quant a les dificultats cognitives i comportamentals destaquen el retard en la parla, trastorn per dèficit d'atenció i hiperactivitat (TDAH), ansietat i hiperactivitat. També cal esmentar la hipersexualitat, és a dir, la presència d'una conducta sexual desinhibida sovint caracteritzada per un desig intens de relacions socials i obsessió per al contingut eròtic, associada a un onanisme compulsiu. Tanmateix, aquesta conducta també ha estat detectada prèviament en pacients amb discapacitat intel·lectual i amb trastorns de l'espectre autista, així que no es pot assegurar que formi part del fenotip específic d'aquesta síndrome.

## Localització
L'expressió del mRNA de Wip1 s'ha detectat ubiquament en teixits embrionaris i adults. No obstant, predomina la seva expressió en testicles més que en cap altre teixit.